# Louis-Marie-Joseph-Eusèbe Caverot
Louis-Marie-Joseph-Eusèbe Caverot (Joinville, 26 maggio 1806 – Lione, 23 gennaio 1887) è stato un cardinale e arcivescovo cattolico francese.

## Biografia
Studiò in seminario a Parigi ove fu ordinato sacerdote il 19 marzo 1831.
Fu vicario metropolitano, poi canonico del capitolo del cattedrale ed infine vicario generale dell'arcidiocesi di Besançon.
Il 22 luglio 1849 ricevette la consacrazione episcopale dopo essere stato nominato vescovo di Saint-Dié. Il 26 luglio 1876 divenne arcivescovo di Lione.
Papa Pio IX lo elevò al rango di cardinale nel concistoro del 12 marzo 1877 e gli assegnò il titolo di San Silvestro in Capite.
Partecipò quindi al conclave del 1878 che elesse papa Leone XIII.
Nel 1884 optò per il titolo della Santissima Trinità al Monte Pincio.
Morì all'età di 80 anni e la sua salma fu inumata nella cattedrale di Lione.

## Genealogia episcopale e successione apostolica
La genealogia episcopale è:
- Cardinale Guillaume d'Estouteville, O.S.B.Clun.
- Papa Sisto IV
- Papa Giulio II
- Cardinale Raffaele Sansone Riario
- Papa Leone X
- Papa Paolo III
- Cardinale Francesco Pisani
- Cardinale Alfonso Gesualdo di Conza
- Papa Clemente VIII
- Cardinale Pietro Aldobrandini
- Cardinale Laudivio Zacchia
- Cardinale Antonio Barberini, O.F.M.Cap.
- Cardinale Nicolò Guidi di Bagno
- Arcivescovo François de Harlay de Champvallon
- Cardinale Louis-Antoine de Noailles
- Vescovo Jean-François Salgues de Valderies de Lescure
- Arcivescovo Louis-Jacques Chapt de Rastignac
- Arcivescovo Christophe de Beaumont du Repaire
- Cardinale César-Guillaume de la Luzerne
- Arcivescovo Gabriel Cortois de Pressigny
- Arcivescovo Hyacinthe-Louis de Quélen
- Cardinale Jacques-Marie-Adrien-Césaire Mathieu
- Cardinale Louis-Marie-Joseph-Eusèbe Caverot

La successione apostolica è:
- Arcivescovo Jean-Joseph Marchal (1875)
- Vescovo Jean-Amand Lamaze, S.M. (1879)
- Arcivescovo Jean-Natalis-François Gonindard (1885)